# ハヤテのごとく! お嬢様プロデュース大作戦 ボク色にそまれっ!
『ハヤテのごとく! お嬢様プロデュース大作戦 ボク色にそまれっ!』（ハヤテのごとく おじょうさまプロデュースだいさくせん ボクいろにそまれっ）は、2008年3月14日にコナミデジタルエンタテインメントが開発・発売したニンテンドーDS専用ゲームソフト。アニメ『ハヤテのごとく!』のゲーム化作第2弾であり、『お屋敷編』と『学校編』の2つのバージョンが存在する。
いずれも特別パッケージにはドラマCDとトレーディングカードゲームのスペシャルカード（内容は『お屋敷編』『学校編』で異なる）が同梱。

## 概要
プレイヤーは本作の主人公である綾崎ハヤテに代わって執事の立場となり、彼のサポートを得ながら、各バージョンで選べる6人の育成対象キャラクターのうちから1人を選んで育成するゲーム（育成方法はアイコンを選ぶたまごっち形式）。
- 『お屋敷編』『学校編』共通 - 三千院ナギ・マリア・桂ヒナギク
- 『お屋敷編』のみ登場 - 鷺ノ宮伊澄・愛沢咲夜・橘ワタル（他に隠れキャラクターとして貴嶋サキ）
- 『学校編』のみ登場 - 西沢歩・瀬川泉・桂雪路（他に隠れキャラクターとして綾崎ハーマイオニー）

※サキ、ハーマイオニーは既存キャラをクリアすることにより出現。

## ストーリー
白皇学院の伝統行事の一つである「お嬢様コンテスト」では、その優勝者に、「どんな願いでも叶う伝説の樹に願いをかける権利」が特典として与えられる。
プレイヤーたる主人公は、仕えたお嬢様を優勝させるべく、週に一度のコンテストを勝ち抜いていくために奮闘することになる。

## ゲームの進行
1月3日の月曜日（年は明記されていないが、原作が展開される2005年と同じ曜日配列である）から3月13日の日曜日までの10週間、1週間を単位に以下の順序で進行する。
1. 月曜日-金曜日 - 育成対象キャラクターの育成、会話。1日毎にコマンドを実行。
2. 土曜日 - 散策、アイテム購入
3. 日曜日 - コンテスト

土曜日にある条件で登場するミニゲームは、前作同様、コナミの1980年代のゲーム（ロードファイター、ハイパーオリンピック、イー・アル・カンフー、プーヤン、けっきょく南極大冒険、ツインビー）を元にしたものとなっている。

## 攻略本
- ハヤテのごとく! お嬢様プロデュース大作戦 ボク色にそまれっ! 公式ガイドブック ISBN 9784091064158 - 小学館（発売日:2008年5月7日）